# Bədəlli
Bədəlli è un comune dell'Azerbaigian situato nel distretto di Qobustan. Conta una popolazione di 977 abitanti.